# Mittwochskreis beim Ochsensepp
Der Mittwochskreis beim „Ochsensepp“ waren regelmäßige Treffen einer Gruppe konservativer Politiker in München, zur Vorbereitung der Gründung einer Partei. Die Vorbereitungen mündeten in die Gründung der CSU.
Seit Juli 1945 wurden in einem Kreis um den Münchner Rechtsanwalt Josef Müller Gespräche über die Gründung einer neuen Partei auf interkonfessioneller Grundlage unter bewusster Abgrenzung von der ehemaligen Bayerischen Volkspartei geführt.
Mitglieder waren:
- Joseph Baumgartner
- Michael Horlacher
- Heinrich Krehle
- Walther von Miller
- Emil Muhler
- Friedrich von Prittwitz und Gaffron
- Karl Scharnagl
- ab Ende 1945 auch Franz Josef Strauß